# ティン・パン・アレー
座標: 北緯40度44分44秒 西経73度59分22.5秒 / 北緯40.74556度 西経73.989583度

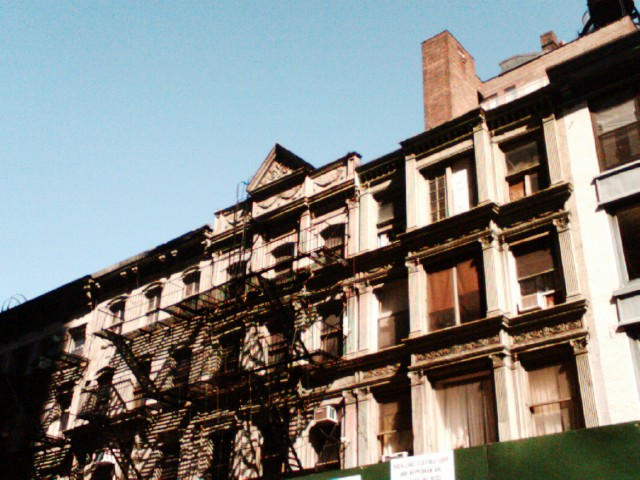
ティン・パン・アレーにあった楽譜出版社

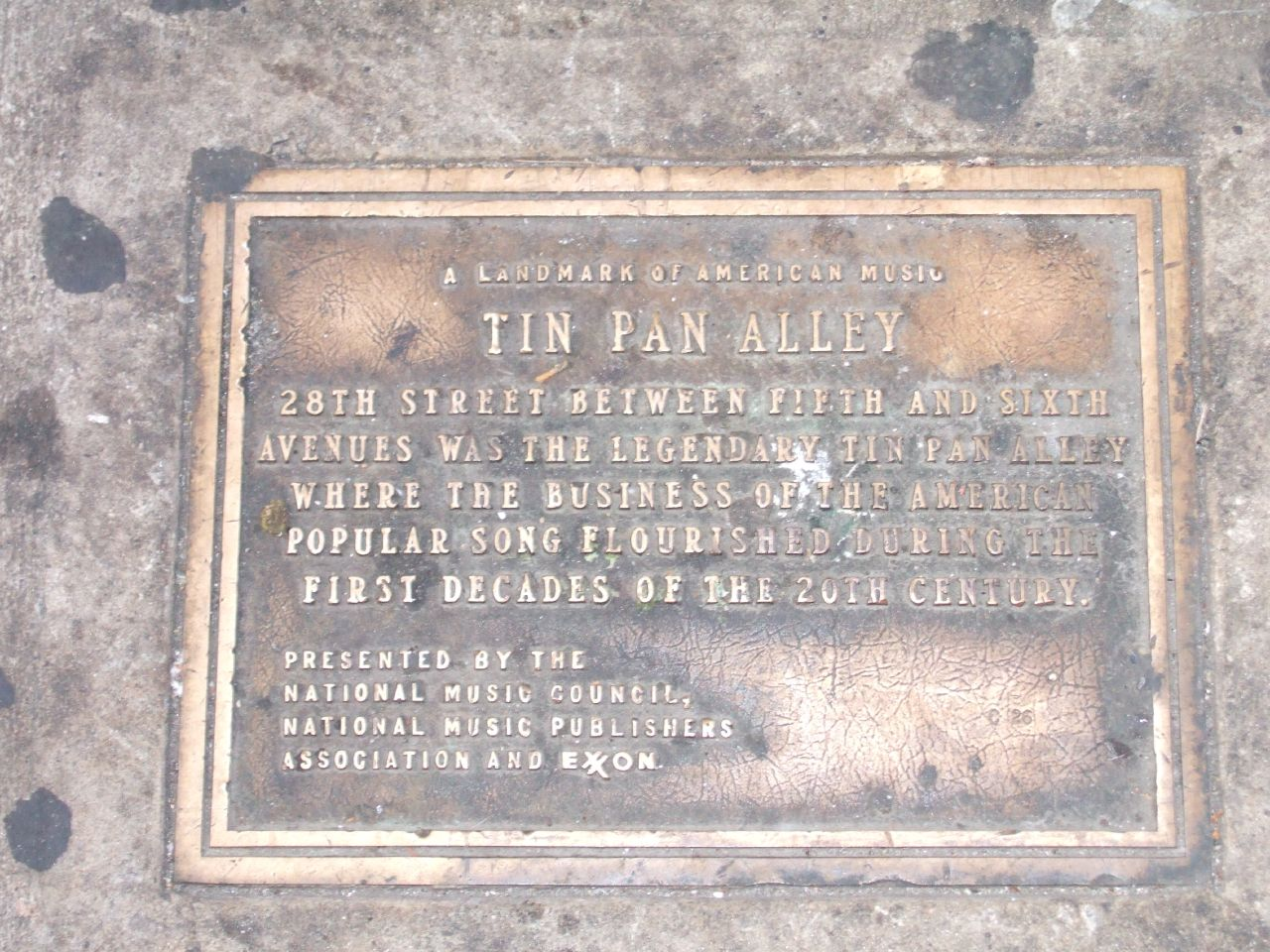
ニューヨークにある記念碑

ティン・パン・アレー（Tin Pan Alley）は、もともとはアメリカ合衆国ニューヨーク市マンハッタンの28丁目のブロードウェイと6番街に挟まれた一角の呼称である。この場所の音楽出版社や、その音楽を指すこともある。

## 概要
この地名で呼ばれるあたりは、1890年代後半にブロードウェイのミュージカルの音楽に関係する会社（レコードの普及前であり、当時の音楽に関する主たる商品は楽譜であった。集まっていた音楽関係会社は楽譜出版社、演奏者のエージェントであった。）で楽曲の試演を行っていたため、まるで鍋釜でも叩いているような賑やかな状態だった。このことから、この名前（Tin Pan Alley, 直訳すると錫鍋小路、通称ドンチャン横丁）がついた。ポピュラー音楽における作詞家、作曲家と歌手の分業システムを確立し、代表的な作曲家にはジェローム・カーン、コール・ポーター、アーヴィング・バーリンらがいた。商業主義ポップスを、「ティン・パン・アレー系」「ブリル・ビルディング系」などと呼ぶ場合もある。
ジョージ・ガーシュウィンは、15歳頃、ティン・パン・アレーで楽譜を客に試演する仕事をしていた。当時レコードはまだ高価だったため、楽譜を買いに来た客に試演をして聞かせていたのである。

## 主な作曲家・作詞家
- ジェローム・カーン
- アーヴィング・バーリン
- コール・ポーター
- ハロルド・アーレン
- ジョージ・ガーシュウィン
- ハリー・ウォーレン
- リチャード・A・ホワイティング
- ジャク・イェレン
- ヴィンセント・ユーマンス
- ジョー・ヤング(作詞家)

## 主な楽曲
- "煙が目にしみる" (ジェローム・カーン)
- "ホワイト・クリスマス" (アーヴィング・バーリン）
- "ビギン・ザ・ビギン" (コール・ポーター)
- "アレクサンダーズ・ラグタイム・バンド" (アーヴィング・バーリン, 1911)
- ブルー・スカイ(アーヴィング・バーリン）
- オールウェイズ(アーヴィング・バーリン）
- 踊るリッツの夜[4](アーヴィング・バーリン)
- ゴッド・ブレス・アメリカ(アーヴィング・バーリン）
- ソー・イン・ラヴ(コール・ポーター) [5]。
- トゥルー・ラヴ(コール・ポーター)
- ナイト・アンド・デイ(コール・ポーター)
- ユード・ビー・ソー・ナイス・トゥ・カム・ホーム・トゥ(コール・ポーター)
- "A Bird in a Gilded Cage" (Harry Von Tilzer, 1900)
- "After the Ball" Charles K. Harris
- "A Bird in a Gilded Cage" (Harry Von Tilzer, 1900)
- "After the Ball " (Charles K. Harrl, 1892)
- "エイント・シー・スウィート" (Jack Yellen& Milton Ager,1927)
- "Alabama Jubilee" (Jack Yellen & George L. Cobb, 1915)
- "All Alone" (Irving Berlin, 1924)
- "At a Georgia Campmeeting" (Kerry Mills, 1897)
- "Baby Face" (Benny Davis & Harry Akst, 1926)
- "Bill Bailey, Won't You Please Come Home" (Huey Cannon, 1902)
- "By the Light of the Silvery Moon" (Gus Edwards & Edward Madden, 1909)
- "Carolina in the Morning" (Gus Kahn & Walter Donaldson, 1922)